# 塔西內河
塔西內河（法語：Tassiné），是貝寧的河流，位於該國東北部，處於首都波多諾伏以北500公里，屬於索塔河的支流，每年平均降雨量1,313毫米，該地區人煙稀少。